# Palmarès et statistiques de Jannik Sinner
Pour un article plus général, voir Jannik Sinner.

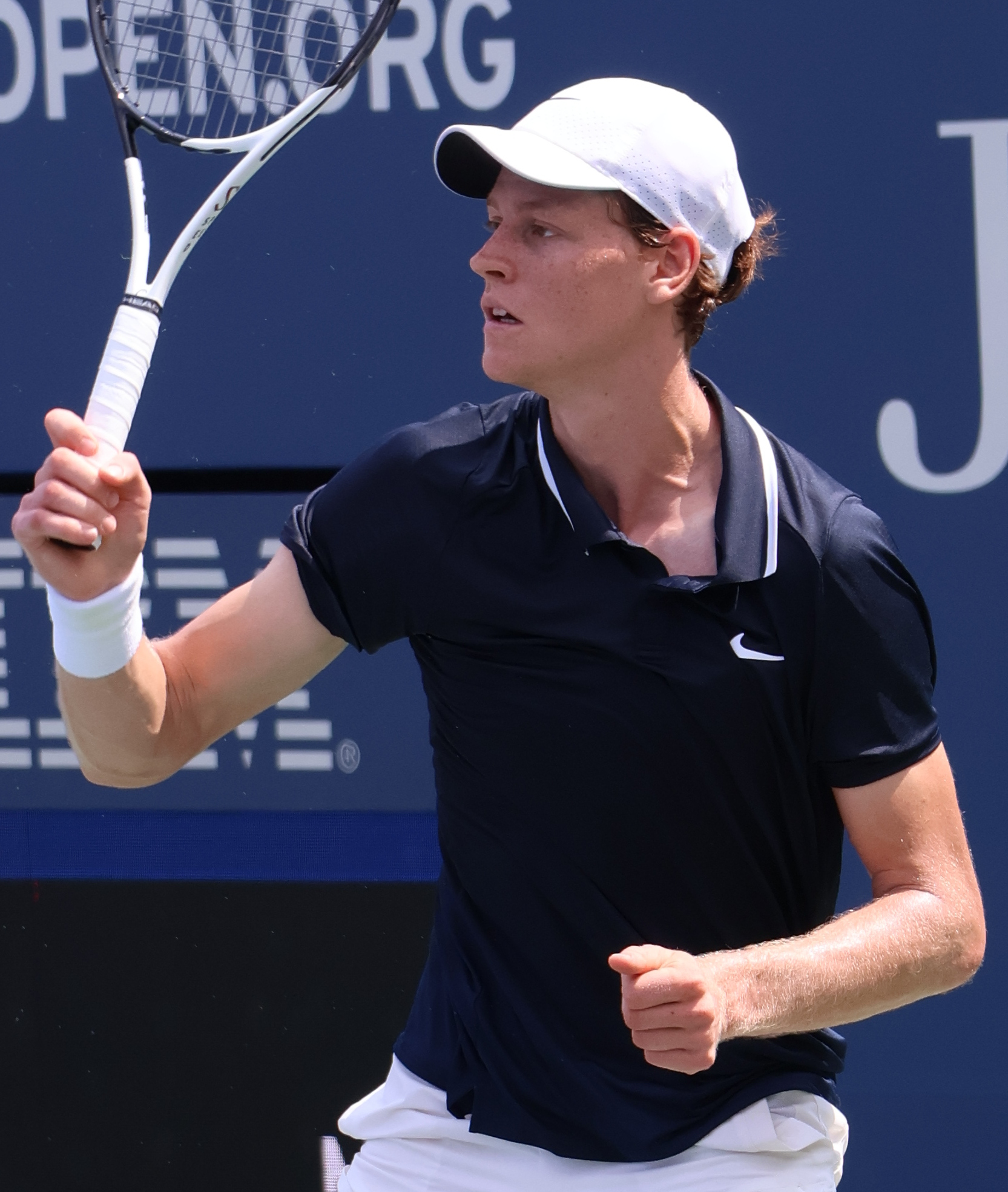
Jannik Sinner à l'US Open 2024.

Cet article traite des différents résultats obtenus par Jannik Sinner. Au cours de sa carrière, le joueur de tennis italien a remporté vingt titres ATP dont quatre Grand Chelem, quatre Masters 1000, cinq ATP 500 et six ATP 250. Il a également passé un total de 63 semaines à la place de numéro 1 mondial.

## Finales importantes

### En Grand Chelem

#### Simple: 5 (4 titres, 1 finale)

##### Victoires
| Année | Tournoi              | Adversaire en finale | Score                   |
| 2024  | Open d'Australie     | Daniil Medvedev      | 3-6, 3-6, 6-4, 6-4, 6-3 |
| 2024  | US Open              | Taylor Fritz         | 6-3, 6-4, 7-5           |
| 2025  | Open d'Australie (2) | Alexander Zverev     | 6-3, 7-64, 6-3          |
| 2025  | Wimbledon            | Carlos Alcaraz       | 4-6, 6-4, 6-4, 6-4      |

##### Finale
| Année | Tournoi       | Adversaire en finale | Score                      |
| 2025  | Roland-Garros | Carlos Alcaraz       | 6-4, 7-64, 4-6, 63-7, 62-7 |

### Au Masters

#### Simple: 2 (1 titre, 1 finale)
| Résultat  | Année | Lieu              | Surface    | Adversaire     | Score    |
| --------- | ----- | ----------------- | ---------- | -------------- | -------- |
| Finaliste | 2023  | ATP Finals, Turin | Dur (int.) | Novak Djokovic | 3–6, 3–6 |
| Vainqueur | 2024  | ATP Finals, Turin | Dur (int.) | Taylor Fritz   | 6–4, 6–4 |

### En Masters 1000

#### Simple: 8 (4 titres, 4 finales)
| Résultat  | Année | Tournoi    | Surface      | Adversaire      | Score     |
| --------- | ----- | ---------- | ------------ | --------------- | --------- |
| Finaliste | 2021  | Miami      | Dur          | Hubert Hurkacz  | 64-7, 4-6 |
| Finaliste | 2023  | Miami      | Dur          | Daniil Medvedev | 5-7, 3-6  |
| Vainqueur | 2023  | Toronto    | Dur          | Alex de Minaur  | 6-4, 6-1  |
| Vainqueur | 2024  | Miami      | Dur          | Grigor Dimitrov | 6-3, 6-1  |
| Vainqueur | 2024  | Cincinnati | Dur          | Frances Tiafoe  | 7-64, 6-2 |
| Vainqueur | 2024  | Shanghai   | Dur          | Novak Djokovic  | 7-64, 6-2 |
| Finaliste | 2025  | Rome       | Terre battue | Carlos Alcaraz  | 65-7, 1-6 |
| Finaliste | 2025  | Cincinnati | Dur          | Carlos Alcaraz  | 0-5 ab.   |

### En Coupe Davis
| Résultat  | Année | Lieu   | Surface    | Adversaire | Score |
| --------- | ----- | ------ | ---------- | ---------- | ----- |
| Vainqueur | 2023  | Malaga | Dur (int.) | Australie  | 2-0   |
| Vainqueur | 2024  | Malaga | Dur (int.) | Pays-Bas   | 2-0   |

Son bilan en Coupe Davis est le suivant :
| Simple                   | Double                   |
| ------------------------ | ------------------------ |
| Victoire(s) - Défaite(s) | Victoire(s) - Défaite(s) |
| 12 - 1                   | 3 - 3                    |

Source : (en) Jannik Sinner - Win / Loss. sur le site de la Coupe Davis

## Palmarès

### Titres en simple
| 20 titres en simple | 4 G. Chelem | 4 G. Chelem | 4 G. Chelem | 4 G. Chelem | 1 Masters  | 1 Masters  | 1 Masters   | 1 Masters   | 4 Masters 1000 | 4 Masters 1000 | 4 Masters 1000 | 4 Masters 1000 | 5 ATP 500          | 5 ATP 500          | 5 ATP 500          | 5 ATP 500          | 6 ATP 250          | 6 ATP 250          | 6 ATP 250      | 6 ATP 250      | 0 JO           | 0 JO           | 0 JO           | 0 JO           |
| 20 titres en simple | 17 sur dur  | 17 sur dur  | 17 sur dur  | 17 sur dur  | 17 sur dur | 17 sur dur | 2 sur gazon | 2 sur gazon | 2 sur gazon    | 2 sur gazon    | 2 sur gazon    | 2 sur gazon    | 1 sur terre battue | 1 sur terre battue | 1 sur terre battue | 1 sur terre battue | 1 sur terre battue | 1 sur terre battue | 0 sur moquette | 0 sur moquette | 0 sur moquette | 0 sur moquette | 0 sur moquette | 0 sur moquette |

| No | Date       | Nom et lieu du tournoi                          | Catégorie       | Dotation       | Surface      | Finaliste          | Score                   |          |
| -- | ---------- | ----------------------------------------------- | --------------- | -------------- | ------------ | ------------------ | ----------------------- | -------- |
| -  | 04-11-2019 | Next Gen ATP Finals, Milan                      | Next Gen Finals | 1 400 000 $    | Dur (int.)   | Alex de Minaur     | 4-2, 4-1, 4-2           | Parcours |
| 1  | 08-11-2020 | Sofia Open, Sofia                               | ATP 250         | 325 615 €      | Dur (int.)   | Vasek Pospisil     | 6-4, 3-6, 7-63          | Parcours |
| 2  | 01-02-2021 | Great Ocean Road Open, Melbourne                | ATP 250         | 320 775 $      | Dur (ext.)   | Stefano Travaglia  | 7-64, 6-4               | Parcours |
| 3  | 02-08-2021 | Citi Open, Washington                           | ATP 500         | 1 895 290 $    | Dur (ext.)   | Mackenzie McDonald | 7-5, 4-6, 7-5           | Parcours |
| 4  | 27-09-2021 | Sofia Open, Sofia                               | ATP 250         | 419 470 €      | Dur (int.)   | Gaël Monfils       | 6-3, 6-4                | Parcours |
| 5  | 18-10-2021 | European Open, Anvers                           | ATP 250         | 508 600 €      | Dur (int.)   | Diego Schwartzman  | 6-2, 6-2                | Parcours |
| 6  | 25-07-2022 | Plava Laguna Croatia Open Umag, Umag            | ATP 250         | 534 555 €      | Terre (ext.) | Carlos Alcaraz     | 65-7, 6-1, 6-1          | Parcours |
| 7  | 06-02-2023 | Open Sud de France, Montpellier                 | ATP 250         | 562 815 €      | Dur (ext.)   | Maxime Cressy      | 7-63, 6-3               | Parcours |
| 8  | 07-08-2023 | National Bank Open presented by Rogers, Toronto | Masters 1000    | 6 600 000 $    | Dur (ext.)   | Alex de Minaur     | 6-4, 6-1                | Parcours |
| 9  | 28-09-2023 | China Open, Pékin                               | ATP 500         | 3 633 875 $    | Dur (ext.)   | Daniil Medvedev    | 7-62, 7-62              | Parcours |
| 10 | 23-10-2023 | Erste Bank Open, Vienne                         | ATP 500         | 2 409 835 €    | Dur (int.)   | Daniil Medvedev    | 7-67, 4-6, 6-3          | Parcours |
| 11 | 14-01-2024 | Australian Open, Melbourne                      | G. Chelem       | 38 923 200 AU$ | Dur (ext.)   | Daniil Medvedev    | 3-6, 3-6, 6-4, 6-4, 6-3 | Parcours |
| 12 | 12-02-2024 | ABN AMRO Open, Rotterdam                        | ATP 500         | 2 134 985 €    | Dur (int.)   | Alex de Minaur     | 7-5, 6-4                | Parcours |
| 13 | 20-03-2024 | Miami Open presented by Itaú, Miami             | Masters 1000    | 8 995 555 $    | Dur (ext.)   | Grigor Dimitrov    | 6-3, 6-1                | Parcours |
| 14 | 17-06-2024 | Terra Wortmann Open, Halle                      | ATP 500         | 2 255 655 €    | Gazon (ext.) | Hubert Hurkacz     | 7-68, 7-62              | Parcours |
| 15 | 12-08-2024 | Cincinnati Open, Cincinnati                     | Masters 1000    | 6 795 555 $    | Dur (ext.)   | Frances Tiafoe     | 7-64, 6-2               | Parcours |
| 16 | 26-08-2024 | US Open, Flushing Meadows                       | G. Chelem       | 33 977 000 $   | Dur (ext.)   | Taylor Fritz       | 6-3, 6-4, 7-5           | Parcours |
| 17 | 02-10-2024 | Shanghai Rolex Masters, Shanghai                | Masters 1000    | 8 995 555 $    | Dur (ext.)   | Novak Djokovic     | 7-64, 6-3               | Parcours |
| 18 | 10-11-2024 | Nitto ATP Finals, Turin                         | Masters         | 15 250 000 $   | Dur (int.)   | Taylor Fritz       | 6-4, 6-4                | Parcours |
| 19 | 12-01-2025 | Australian Open, Melbourne                      | G. Chelem       | 43 250 000 AU$ | Dur (ext.)   | Alexander Zverev   | 6-3, 7-64, 6-3          | Parcours |
| 20 | 30-06-2025 | The Championships, Wimbledon                    | G. Chelem       | 53 500 000 £   | Gazon (ext.) | Carlos Alcaraz     | 4-6, 6-4, 6-4, 6-4      | Parcours |

### Finales en simple messieurs
| No | Date       | Nom et lieu du tournoi              | Catégorie    | Dotation     | Surface      | Vainqueur       | Score                      |          |
| -- | ---------- | ----------------------------------- | ------------ | ------------ | ------------ | --------------- | -------------------------- | -------- |
| 1  | 24-03-2021 | Miami Open presented by Itaú, Miami | Masters 1000 | 3 343 785 $  | Dur (ext.)   | Hubert Hurkacz  | 7-64, 6-4                  | Parcours |
| 2  | 13-02-2023 | ABN AMRO Open, Rotterdam            | ATP 500      | 2 074 505 €  | Dur (int.)   | Daniil Medvedev | 5-7, 6-2, 6-2              | Parcours |
| 3  | 22-03-2023 | Miami Open presented by Itaú, Miami | Masters 1000 | 8 800 000 $  | Dur (ext.)   | Daniil Medvedev | 7-5, 6-3                   | Parcours |
| 4  | 12-11-2023 | Nitto ATP Finals, Turin             | Masters      | 15 000 000 $ | Dur (int.)   | Novak Djokovic  | 6-3, 6-3                   | Parcours |
| 5  | 26-09-2024 | China Open, Pékin                   | ATP 500      | 3 720 165 $  | Dur (ext.)   | Carlos Alcaraz  | 6-7, 6-4, 7-63             | Parcours |
| 6  | 07-05-2025 | Internazionali BNL d'Italia, Rome   | Masters 1000 | 8 055 385 €  | Terre (ext.) | Carlos Alcaraz  | 7-65, 6-1                  | Parcours |
| 7  | 25-05-2025 | Roland-Garros, Paris                | G. Chelem    | 56 352 000 € | Terre (ext.) | Carlos Alcaraz  | 4-6, 64-7, 6-4, 7-63, 7-62 | Parcours |
| 8  | 07-08-2025 | Cincinnati Open, Cincinnati         | Masters 1000 | 9 193 540 $  | Dur (ext.)   | Carlos Alcaraz  | 5-0 ab.                    | Parcours |

### Titre en double
| No | Date       | Nom et lieu du tournoi      | Catégorie | Dotation  | Surface    | Partenaire    | Finalistes                    | Score             |          |
| -- | ---------- | --------------------------- | --------- | --------- | ---------- | ------------- | ----------------------------- | ----------------- | -------- |
| 1  | 26-07-2021 | Truist Atlanta Open Atlanta | ATP 250   | 555 995 $ | Dur (ext.) | Reilly Opelka | Steve Johnson Jordan Thompson | 6-4, 66-7, [10-3] | Parcours |

## Statistiques générales
Au 19 août 2025.
| Tournois                              | 2019    | 2020    | 2021    | 2022    | 2023    | 2024   | 2025   | SR                         | W–L                        | % de victoires             |
| ------------------------------------- | ------- | ------- | ------- | ------- | ------- | ------ | ------ | -------------------------- | -------------------------- | -------------------------- |
| Tournois du Grand Chelem              |         |         |         |         |         |        |        |                            |                            |                            |
| Open d'Australie                      | A       | 2T      | 1T      | QF      | HF      | V      | V      | 2 / 6                      | 22 – 4                     | 84,6 %                     |
| Roland Garros                         | A       | QF      | HF      | HF      | 2T      | DF     | F      | 0 / 6                      | 22 – 6                     | 78,6 %                     |
| Wimbledon                             | Q1      | NH      | 1T      | QF      | SF      | QF     | V      | 1 / 5                      | 20 – 4                     | 83,3 %                     |
| US Open                               | 1T      | 1T      | HF      | QF      | HF      | V      |        | 1 / 6                      | 17 – 5                     | 77,3 %                     |
| Victoires–Défaites                    | 0 – 1   | 5 – 3   | 6 – 4   | 15 – 4  | 12 – 4  | 23 – 2 | 20 – 1 | 4 / 23                     | 81 – 19                    | 81,0 %                     |
| Statistiques en carrière              |         |         |         |         |         |        |        |                            |                            |                            |
|                                       | 2019    | 2020    | 2021    | 2022    | 2023    | 2024   | 2025   | Carrière                   | Carrière                   | Carrière                   |
| Tournois                              | 10      | 12      | 25      | 17      | 21      | 15     | 6      | Total en carrière: 106     | Total en carrière: 106     | Total en carrière: 106     |
| Titres                                | 0       | 1       | 4       | 1       | 4       | 8      | 2      | Total en carrière: 20      | Total en carrière: 20      | Total en carrière: 20      |
| Finales                               | 0       | 1       | 5       | 1       | 7       | 9      | 5      | Total en carrière: 28      | Total en carrière: 28      | Total en carrière: 28      |
| Victoires - défaites sur dur          | 8 – 5   | 12 – 8  | 39 – 14 | 28 – 10 | 48 – 9  | 53 – 3 | 12 – 1 | 17 / 67                    | 200 – 50                   | 80,0 %                     |
| Victoires - défaites sur terre battue | 3 – 4   | 7 – 3   | 10 – 6  | 15 – 4  | 8 – 3   | 11 – 2 | 11 – 2 | 1 / 27                     | 65 – 24                    | 73,0 %                     |
| Victoires - défaites sur gazon        | 0 – 1   | 0 – 0   | 0 – 2   | 4 – 2   | 8 – 3   | 9 – 1  | 8 – 1  | 2 / 12                     | 29 – 10                    | 74,4 %                     |
| Victoires - défaites en extérieur     | 3 – 6   | 8 – 6   | 32 – 16 | 40 – 12 | 44 – 13 | 60 – 6 | 31 – 4 | 13 / 79                    | 218 – 63                   | 77,6 %                     |
| Victoires - défaites en intérieur     | 8 – 4   | 11 – 5  | 17 – 6  | 7 – 4   | 20 – 2  | 13 – 0 | 0 – 0  | 7 / 27                     | 76 – 21                    | 78,4 %                     |
| Victoires - défaites totaux           | 11 – 10 | 19 – 11 | 49 – 22 | 47 – 16 | 64 – 15 | 73 – 6 | 31 – 4 | 20 / 106                   | 294 – 84                   | 77,8 %                     |
| Victoires (%)                         | 52,4 %  | 63,3 %  | 69,0 %  | 74,6 %  | 81,0 %  | 92,4 % | 88,6 % | Total en carrière : 77,8 % | Total en carrière : 77,8 % | Total en carrière : 77,8 % |
| Classements en fin de saison          | 78      | 37      | 10      | 15      | 4       | 1      |        | $45,682,097                | $45,682,097                | $45,682,097                |

## Tête de série en Grand Chelem
| Année | Open d'Australie  | Roland-Garros     | Wimbledon | US Open           |
| ----- | ----------------- | ----------------- | --------- | ----------------- |
| 2019  | Non joué          | Non joué          | Non joué  | Qualifié          |
| 2020  | Non tête de série | Non tête de série | Annulé    | Non tête de série |
| 2021  | Non tête de série | N°18              | N°19      | N°13              |
| 2022  | N°11              | N°11              | N°10      | N°11              |
| 2023  | N°15              | N°8               | N°8       | N°6               |
| 2024  | N°4               | N°2               | N°1       | N°1               |
| 2025  | N°1               | N°1               | N°1       | N°1               |

| Finaliste | Vainqueur |

## Matchs remarquables

### Victoires sur le top 10 par saison
Toutes ses victoires sur des joueurs classés dans le top 10 de l'ATP lors de la rencontre.
| Saison    | 2020 | 2021 | 2022 | 2023 | 2024 | 2025 | Total |
| Victoires | 3    | 3    | 3    | 13   | 18   | 7    | 47    |

## Victoires sur le top 10
Toutes ses victoires sur des joueurs classés dans le top 10 de l'ATP lors de la rencontre.
| Légende                 |
| Grand Chelem            |
| Masters                 |
| Jeux olympiques         |
| Masters 1000            |
| ATP 500                 |
| ATP 250                 |
| Coupe Davis / Laver Cup |

| #  | J.S.  | Tournoi          | Année | Surface      | Adversaire         | Rang  | Tour   | Score                   |
| -- | ----- | ---------------- | ----- | ------------ | ------------------ | ----- | ------ | ----------------------- |
| 1  | no 79 | Rotterdam        | 2020  | Dur (int.)   | David Goffin       | no 10 | 1/8    | 7-67, 7-5               |
| 2  | no 81 | Rome             | 2020  | Terre battue | Stéfanos Tsitsipás | no 6  | 1/16   | 6-1, 69-7, 6-2          |
| 3  | no 75 | Roland-Garros    | 2020  | Terre battue | Alexander Zverev   | no 7  | 1/8    | 6-3, 6-3, 4-6, 6-3      |
| 4  | no 19 | Barcelone        | 2021  | Terre battue | Andrey Rublev      | no 7  | 1/4    | 6-2, 7-68               |
| 5  | no 11 | Vienne           | 2021  | Dur (int.)   | Casper Ruud        | no 8  | 1/4    | 7-5, 6-1                |
| 6  | no 11 | Masters          | 2021  | Dur (int.)   | Hubert Hurkacz     | no 9  | Poules | 6-2, 6-2                |
| 7  | no 12 | Monte-Carlo      | 2022  | Terre battue | Andrey Rublev      | no 8  | 1/8    | 5-7, 6-1, 6-3           |
| 8  | no 13 | Wimbledon        | 2022  | Gazon        | Carlos Alcaraz     | no 7  | 1/8    | 6-1, 6-4, 68-7, 6-3     |
| 9  | no 10 | Umag             | 2022  | Terre battue | Carlos Alcaraz     | no 5  | Finale | 65-7, 6-1, 6-1          |
| 10 | no 14 | Rotterdam        | 2023  | Dur (int.)   | Stéfanos Tsitsipás | no 3  | 1/8    | 6-4, 6-3                |
| 11 | no 13 | Indian Wells     | 2023  | Dur          | Taylor Fritz       | no 5  | 1/4    | 6-4, 4-6, 6-4           |
| 12 | no 11 | Miami            | 2023  | Dur          | Andrey Rublev      | no 7  | 1/8    | 6-2, 6-4                |
| 13 | no 11 | Miami            | 2023  | Dur          | Carlos Alcaraz     | no 1  | 1/2    | 64-7, 6-4, 6-2          |
| 14 | no 7  | Pékin            | 2023  | Dur          | Carlos Alcaraz     | no 2  | 1/2    | 7-64, 6-1               |
| 15 | no 7  | Pékin            | 2023  | Dur          | Daniil Medvedev    | no 3  | Finale | 7-62, 7-62              |
| 16 | no 4  | Vienne           | 2023  | Dur (int.)   | Andrey Rublev      | no 5  | 1/2    | 7-5, 7-65               |
| 17 | no 4  | Vienne           | 2023  | Dur (int.)   | Daniil Medvedev    | no 3  | Finale | 7-67, 4-6, 6-3          |
| 18 | no 4  | Masters          | 2023  | Dur (int.)   | Stéfanos Tsitsipás | no 6  | Poules | 6-4, 6-4                |
| 19 | no 4  | Masters          | 2023  | Dur (int.)   | Novak Djokovic     | no 1  | Poules | 7-5, 65-7, 7-62         |
| 20 | no 4  | Masters          | 2023  | Dur (int.)   | Holger Rune        | no 8  | Poules | 6-2, 5-7, 6-4           |
| 21 | no 4  | Masters          | 2023  | Dur (int.)   | Daniil Medvedev    | no 3  | 1/2    | 6-3, 64-7, 6-1          |
| 22 | no 4  | Coupe Davis      | 2023  | Dur (int.)   | Novak Djokovic     | no 1  | 1/2    | 6-2, 2-6, 7-5           |
| 23 | no 4  | Open d'Australie | 2024  | Dur          | Andrey Rublev      | no 5  | 1/4    | 6-4, 7-65, 6-3          |
| 24 | no 4  | Open d'Australie | 2024  | Dur          | Novak Djokovic     | no 1  | 1/2    | 6-1, 6-2, 66-7, 6-3     |
| 25 | no 4  | Open d'Australie | 2024  | Dur          | Daniil Medvedev    | no 3  | Finale | 3-6, 3-6, 6-4, 6-4, 6-3 |
| 26 | no 3  | Miami            | 2024  | Dur          | Daniil Medvedev    | no 4  | 1/2    | 6-1, 6-2                |
| 27 | no 2  | Monte-Carlo      | 2024  | Terre battue | Holger Rune        | no 7  | 1/4    | 6-4, 66-7, 6-3          |
| 28 | no 2  | Roland-Garros    | 2024  | Terre battue | Grigor Dimitrov    | no 10 | 1/4    | 6-2, 6-4, 7-63          |
| 29 | no 1  | Halle            | 2024  | Gazon        | Hubert Hurkacz     | no 9  | Finale | 7-68, 7-62              |
| 30 | no 1  | Cincinnati       | 2024  | Dur          | Andrey Rublev      | no 6  | 1/4    | 4-6, 7-5, 6-4           |
| 31 | no 1  | Cincinnati       | 2024  | Dur          | Alexander Zverev   | no 4  | 1/2    | 7-69, 5-7, 7-64         |
| 32 | no 1  | US Open          | 2024  | Dur          | Daniil Medvedev    | no 5  | 1/4    | 6-2, 1-6, 6-1, 6-4      |
| 33 | no 1  | Shanghai         | 2024  | Dur          | Daniil Medvedev    | no 5  | 1/4    | 6-1, 6-4                |
| 34 | no 1  | Shanghai         | 2024  | Dur          | Novak Djokovic     | no 4  | Finale | 7-64, 6-3               |
| 35 | no 1  | Masters          | 2024  | Dur (int.)   | Alex de Minaur     | no 8  | Poules | 6-3, 6-4                |
| 36 | no 1  | Masters          | 2024  | Dur (int.)   | Taylor Fritz       | no 5  | Poules | 6-4, 6-4                |
| 37 | no 1  | Masters          | 2024  | Dur (int.)   | Daniil Medvedev    | no 4  | Poules | 6-3, 6-4                |
| 38 | no 1  | Masters          | 2024  | Dur (int.)   | Casper Ruud        | no 7  | 1/2    | 6-1, 6-2                |
| 39 | no 1  | Masters          | 2024  | Dur (int.)   | Taylor Fritz       | no 5  | Finale | 6-4, 6-4                |
| 40 | no 1  | Coupe Davis      | 2024  | Dur (int.)   | Alex de Minaur     | no 9  | 1/2    | 6-3, 6-4                |
| 41 | no 1  | Open d'Australie | 2025  | Dur          | Alex de Minaur     | no 8  | 1/4    | 6-3, 6-2, 6-1           |
| 42 | no 1  | Open d'Australie | 2025  | Dur          | Alexander Zverev   | no 2  | Finale | 6-3, 7-64, 6-3          |
| 43 | no 1  | Rome             | 2025  | Terre battue | Casper Ruud        | no 7  | 1/4    | 6-0, 6-1                |
| 44 | no 1  | Roland-Garros    | 2025  | Terre battue | Novak Djokovic     | no 6  | 1/2    | 6-4, 7-5, 7-63          |
| 45 | no 1  | Wimbledon        | 2025  | Gazon        | Ben Shelton        | no 10 | 1/4    | 7-62, 6-4, 6-4          |
| 46 | no 1  | Wimbledon        | 2025  | Gazon        | Novak Djokovic     | no 6  | 1/2    | 6-3, 6-3, 6-4           |
| 47 | no 1  | Wimbledon        | 2025  | Gazon        | Carlos Alcaraz     | no 2  | Finale | 4-6, 6-4, 6-4, 6-4      |

## Confrontations avec ses principaux adversaires
Confrontations lors des différents tournois ATP et en Coupe Davis avec ses principaux adversaires (6 confrontations minimum et avoir été membre du top 10). Classement par pourcentage de victoires. Situation au 19 août 2025 :
| Joueur             | Meilleur classement | Confrontations | Victoires | Défaites | Pourcentage de victoires | Dernière confrontation                                 |
| ------------------ | ------------------- | -------------- | --------- | -------- | ------------------------ | ------------------------------------------------------ |
| Stéfanos Tsitsipás | 3                   | 9              | 3         | 6        | 33,3                     | défaite (4-6, 6-3, 4-6) au Masters de Monte-Carlo 2024 |
| Carlos Alcaraz     | 1                   | 14             | 5         | 9        | 35,7                     | défaite (0-5 ab.) à Cincinnati 2025                    |
| Alexander Zverev   | 2                   | 7              | 3         | 4        | 42,9                     | victoire (6-3, 7-64, 6-3) à l'Open d'Australie 2025    |
| Daniil Medvedev    | 1                   | 15             | 8         | 7        | 53,3                     | victoire (6-3, 6-4) au Masters 2024                    |
| Novak Djokovic     | 1                   | 10             | 6         | 4        | 60                       | victoire (6-3, 6-3, 6-4) à Wimbledon 2025              |
| Stanislas Wawrinka | 3                   | 6              | 4         | 2        | 66,7                     | victoire (6-3, 2-6, 6-4, 6-2) à l'US Open 2023         |
| Andrey Rublev      | 5                   | 10             | 7         | 3        | 70                       | victoire (6-1, 6-3, 6-4) à Roland-Garros 2025          |
| Grigor Dimitrov    | 3                   | 6              | 5         | 1        | 83,3                     | victoire (3-6, 5-7, 2-2 ab.) à Wimbledon 2025          |
| Gaël Monfils       | 6                   | 6              | 5         | 1        | 83,3                     | victoire (6-3, 3-6, 6-3) au tournoi de Rotterdam 2024  |
| Ben Shelton        | 6                   | 7              | 6         | 1        | 85,7                     | victoire (7-62, 6-4, 6-4) à Wimbledon 2025             |
| Alex de Minaur     | 6                   | 9              | 9         | 0        | 100                      | victoire (6-3, 6-2, 6-1) à l'Open d'Australie 2025     |

Ce bilan ne prend pas en compte les confrontations en qualifications, en Challenger, Futures, ou durant le parcours junior des joueurs :
- Victoire contre Alex de Minaur en finale du Next Generation ATP Finals 2019 (4-2, 4-1, 4-2).

### Joueurs avec un ratio positif contre Jannik Sinner
Les joueurs encore en activité sont en gras.
- Carlos Alcaraz 9-5
- Stéfanos Tsitsipás 6-3
- Alexander Zverev 4-3
- Rafael Nadal 3-0
- Félix Auger-Aliassime 2-1
- Aljaž Bedene 2-1
- Pablo Carreño Busta 2-1
- Mikhail Kukushkin 1-0
- Dušan Lajović 1-0
- Tristan Lamasine 1-0
- Alexei Popyrin 1-0
- Denis Shapovalov 1-0

### Défaites en tant que numéro 1 mondial
| Légende |                  |       |      |               |        |                            |         |
| Grand Chelem |                  |       |      |               |        |                            |         |
| Jeux olympiques |                  |       |      |               |        |                            |         |
| Masters 1000 |                  |       |      |               |        |                            |         |
| ATP 500 |                  |       |      |               |        |                            |         |
| ATP 250 |                  |       |      |               |        |                            |         |
| Masters et Coupe du Grand Chelem |                  |       |      |               |        |                            |         |
| Coupe Davis, World Team Cup, ATP Cup et United Cup |                  |       |      |               |        |                            |         |
| \| # \| Vainqueur \| n° \| Date \| Tournoi \| Tour \| Score \| Surface \| \| - \| ---------------- \| ----- \| ---- \| ------------- \| ------ \| -------------------------- \| ------- \| \| 1 \| Daniil Medvedev \| no 5 \| 2024 \| Wimbledon \| 1/4 \| 7-67, 4-6, 64-7, 6-2, 3-6 \| Gazon \| \| 2 \| Andrey Rublev \| no 8 \| 2024 \| Montréal \| 1/4 \| 3-6, 6-1, 2-6 \| Dur \| \| 3 \| Carlos Alcaraz \| no 3 \| 2024 \| Pékin \| Finale \| 7-66, 4-6, 63-7 \| Dur \| \| 4 \| Carlos Alcaraz \| no 3 \| 2025 \| Rome \| Finale \| 65-7, 1-6 \| Terre \| \| 5 \| Carlos Alcaraz \| no 2 \| 2025 \| Roland Garros \| Finale \| 6-4, 7-64, 4-6, 63-7, 62-7 \| Terre \| \| 6 \| Alexander Bublik \| no 45 \| 2025 \| Halle \| 1/8 \| 6-3, 3-6, 4-6 \| Gazon \| \| 7 \| Carlos Alcaraz \| no 2 \| 2025 \| Cincinnati \| Finale \| 0-5 ab. \| Dur \| |                  |       |      |               |        |                            |         |
| # | Vainqueur        | n°    | Date | Tournoi       | Tour   | Score                      | Surface |
| 1 | Daniil Medvedev  | no 5  | 2024 | Wimbledon     | 1/4    | 7-67, 4-6, 64-7, 6-2, 3-6  | Gazon   |
| 2 | Andrey Rublev    | no 8  | 2024 | Montréal      | 1/4    | 3-6, 6-1, 2-6              | Dur     |
| 3 | Carlos Alcaraz   | no 3  | 2024 | Pékin         | Finale | 7-66, 4-6, 63-7            | Dur     |
| 4 | Carlos Alcaraz   | no 3  | 2025 | Rome          | Finale | 65-7, 1-6                  | Terre   |
| 5 | Carlos Alcaraz   | no 2  | 2025 | Roland Garros | Finale | 6-4, 7-64, 4-6, 63-7, 62-7 | Terre   |
| 6 | Alexander Bublik | no 45 | 2025 | Halle         | 1/8    | 6-3, 3-6, 4-6              | Gazon   |
| 7 | Carlos Alcaraz   | no 2  | 2025 | Cincinnati    | Finale | 0-5 ab.                    | Dur     |